# Heterelmis longula
Bản mẫu:Lê Quốc Đạt
Heterelmis longula là một loài người trong họ Elmidae. Loài này được Sharp miêu tả khoa học năm 1887.